# Nebojša Gavrić
Nebojša Gavrić (in serbo Небојша Гаврић?; Zrenjanin, 27 agosto 1991) è un calciatore serbo, centrocampista del Radnik Bijeljina.

## Carriera
Ha giocato nella massima serie dei campionati serbo e bosniaco.

## Palmarès

### Club

#### Competizioni nazionali
- Campionato bosniaco: 1

Sarajevo: 2019-2020